# Kanarie

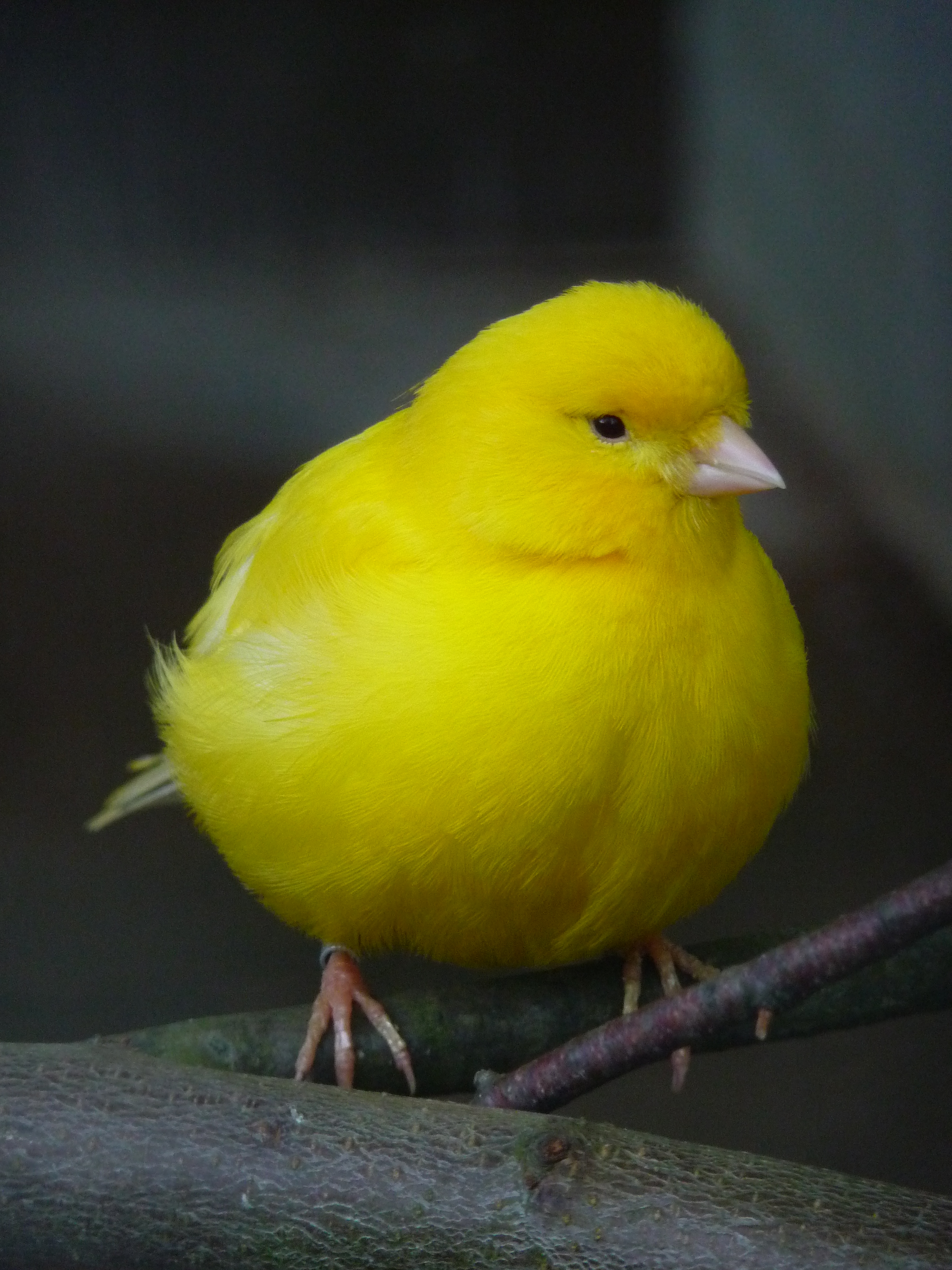
Tamme kanarie

De kanarie (Serinus canaria) is een zangvogel uit de familie Fringillidae. De wilde soort komt voor op de Canarische Eilanden. De vogel wordt sinds eeuwen gekweekt als huisdier.

## Kenmerken
De in het wild levende soort is 12,5 tot 13,5 cm lang. De vogel lijkt op de Europese kanarie maar is iets groter. Bij het mannetje is de hele buik en borst, ook de flanken, geelgroen gekleurd. Verder zijn de streepjes op de rug en op de flanken fijner van structuur dan de streepjes van de Europese kanarie. Ook is de snavel groter en dikker.
De gekweekte, tamme kanaries kunnen er totaal anders uitzien. Kwekers kweken onder andere op kleur, vorm en op zangkwaliteit.
Hierdoor kan men kanaries in vele kleuren aantreffen: rode, gele, witte, bonte, enz. Helderblauwe kanaries bestaan echter niet en een dieprode kleur moet door middel van kleurvoeding op peil worden gehouden. Verder zijn er gekuifde kanaries en kanaries met een afwijkende bouw. Bij de gekweekte kanaries spreekt men van vier hoofdgroepen die elk weer onderverdeeld zijn in aparte rassen:
- kleurkanarie
- zangkanarie
- postuurkanarie
- bastaardkanarie

Deze soorten worden gefokt om hun kwaliteiten te behouden of juist te kruisen.

## Verspreiding
Deze wilde soort komt voor op de Canarische Eilanden. De kanarie is vernoemd naar de eilandengroep. Verder leeft de wilde soort op de Azoren en Madeira.

## Status
De grootte van de wereldpopulatie werd in 2004 geschat op 60.000 tot 300.000 individuen. Men veronderstelt dat de soort in aantal stabiel is. Om deze redenen staat de wilde kanarie als niet bedreigd op de Rode Lijst van de IUCN.

## Zang
De zang van de kanarie kan zeer gevarieerd zijn. Het zijn meestal de mannetjes die uitgebreid zingen, poppen (vrouwtjes) zingen slechts bij hoge uitzondering.
De kanarie kan de zang van andere vogels leren. De zang van het mannetje dient met name ter afbakening van het territorium.

## Leefwijze
De kanarie leeft voornamelijk van kleine zaden, bladknoppen en sojascheuten terwijl tijdens de opfok van de jongen ook graag kleine insecten worden genuttigd. Hij heeft een kleine stevige snavel waarmee hij zaden kan pellen. Het eten van bijvoorbeeld grit helpt bij de vertering hiervan. Ook heeft hij mineralen nodig voor zijn kalkhuishouding.

## Voortplanting
Het kanarievrouwtje wordt vaak een popje genoemd. Vooral in het voorjaar is het zeer ijverig in de weer met nestmateriaal verzamelen en het bouwen van een nestje. Het zal doorgaans zo'n drie tot vijf eitjes leggen.

## Relatie tot de mens

### De kanarie als huisdier

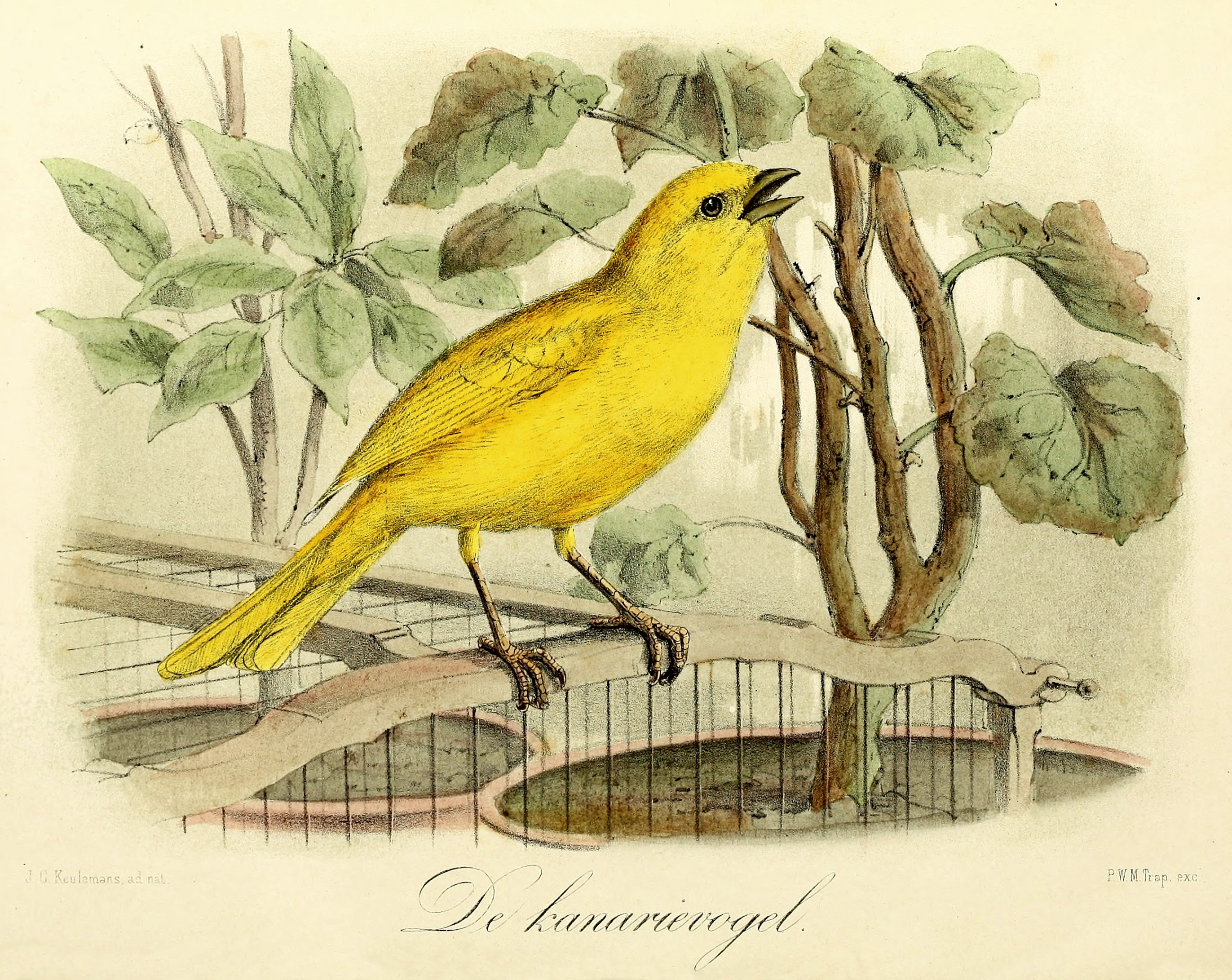
Keulemans 1869

De kanarie wordt al eeuwen als huisdier gehouden. In de volksmond wordt hij soms kanariepiet of kanarievogel genoemd. Veel kanaries in het Nederlandse taalgebied krijgen dan ook vaak de naam Piet of een naam die hiervan is afgeleid. De eerste afbeelding van een kanarie dateert van 1580 in een Duitse encyclopedie, waarin hij als een gedeeltelijk geel en gekuifd vogeltje wordt weergegeven. In 1657 wordt een volledig gele kanarie afgebeeld door een Duitse kunstenaar.
Zangzaad voor de kanarie is een mengsel van witzaad (kanariezaad), raapzaad,  haver en nigerzaad, soms wordt gierst, kempzaad (hennepzaad), lijnzaad en koolzaad gebruikt.

### Kanarie als redder van de levens van mijnwerkers
Kanaries werden vroeger gebruikt in de mijnbouw. Omdat een kanarie veel sneller adem haalt, klein is en een hoge stofwisseling heeft in vergelijking met de mijnwerkers, overlijdt de vogel zeer snel als het dodelijk gas koolmonoxide aanwezig is. De mijnwerkers hebben dan nog de gelegenheid om de plek des onheils te verlaten. Mogelijk komt hier ook de uitdrukking 'van je stokje gaan' vandaan. In 1986 begon in Engeland de vervanging van kolenmijnkanaries door moderne meetmethoden voor koolmonoxide.